# Charles Manson
Pour les articles homonymes, voir Milles, Manson et Maddox.
Charles Manson, né Charles Maddox le 12 novembre 1934 à Cincinnati dans l'Ohio et mort le 19 novembre 2017 à Bakersfield en Californie, est un gourou et criminel américain.
Dirigeant d'une communauté appelée « Manson Family » ou « Famille Manson » en pleine période hippie à la fin des années 1960, il se rend célèbre par une série d'assassinats dans la région de Los Angeles en 1969. Il est reconnu coupable, en 1971, du meurtre, très médiatisé, de l'actrice Sharon Tate, épouse du réalisateur Roman Polanski, alors enceinte de huit mois, et de quatre de ses amis. Il n'a pas commis lui-même les crimes, mais en est reconnu comme le commanditaire. Il est condamné à la peine de mort, commuée ensuite en une peine de prison à vie.

## Biographie

### D'une enfance chaotique à la délinquance, au crime et au milieu hippie
Charles Milles Maddox est né le 12 novembre 1934 de Kathleen Maddox (1918-1973), mère de 16 ans prostituée et alcoolique, et du prétendu colonel Walker Scott (11 mai 1910 – 30 décembre 1954), membre du Benevolent and Protective Order of Elks et descendant du Clan Scott écossais, qu'il n'a jamais connu. En août 1934, avant la naissance de l'enfant, sa mère épousa William Eugene Manson (1909–1961), il porte désormais le nom de son beau-père à la suite de leur mariage, sa mère le laissa se débrouiller avec l'enfant, disparaissant régulièrement pendant des jours passés à boire avec son frère. Ils divorcèrent en 1937. En 1939, alors qu’il n’a que  cinq ans, sa mère est envoyée en prison pour cinq années pour vol à main armée. L'enfant est alors placé chez son oncle et sa tante qui se révèlent être des tuteurs sadiques. Quand sa mère revient, son alcoolisme lui interdit d'obtenir la garde de son enfant. Charles Manson est placé dans une école spéciale dans l'Indiana.

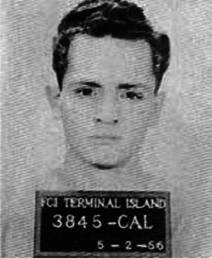
Photographie d'identité judiciaire de Charles Manson le 2 mai 1956.

À l'âge de 14 ans, il vole dans une épicerie. Suivra une alternance de peines d'internement pour vols et agressions sexuelles, notamment homosexuelles, en « maison de redressement » (notamment l’Indiana Boys School où il déclarera avoir subi une agression sexuelle) et de périodes de liberté. Lorsqu'il a 16 ans, des médecins le jugent « agressivement antisocial ». Lorsqu'il a 18 ans, un psychiatre de sa prison diagnostique un traumatisme psychique et « une grande sensibilité blessée par une absence d'amour et d'affection ». Il se marie en 1955 et a un enfant, alors qu'il est à nouveau incarcéré. Mais sa femme le quitte lors de son incarcération suivante. En 1958, divorcé, il est proxénète d'une jeune femme mineure et est incarcéré pour avoir tenté d'encaisser un chèque volé. Échappant à la prison, il poursuit ses activités de petit proxénète, et est incarcéré de nouveau. En prison, au début des années 1960, il apprend la guitare et le chant.
Selon certaines sources, Manson manifeste au début de ces mêmes années 1960 un bref intérêt pour la scientologie, puis au milieu des années 1960, toujours en prison, il développe une fascination pour les Beatles, et ambitionne une carrière similaire. Il conçoit une grande frustration que ceci n'aboutisse pas à sa sortie de prison en 1967, et déclare à cette époque avoir une revanche à prendre sur ceux qui ont refusé de produire son disque, notamment Terry Melcher (qui sera locataire de la maison de 10050 Cielo Drive (en) avant Roman Polanski et sa femme Sharon Tate). Avant d'être relâché en 1967, il a demandé à rester en prison mais sa demande a été rejetée. Une fois dehors, Manson découvre une société transformée. Il reste à Los Angeles, théâtre de ses dernières incarcérations, et se mêle au milieu hippie, commençant par vivre une vie de musicien errant, et se voyant rapidement suivi par un groupe d'admirateurs et d'admiratrices.

### La «Famille Manson» dans le mouvement hippie
C'est ainsi qu'à la mi-1967, à l'âge de 32 ans il « fonde » une communauté hippie, dont il devient le dirigeant charismatique, en se présentant comme une réincarnation du Christ. Le groupe, d'abord appelé « Black Bus Charlie » par les autres communautés qui avaient peur de Manson, finit par s'appeler « la Famille Manson » (neuf personnes au début et vingt personnes selon les périodes, essentiellement des jeunes femmes) ; il s'établit dans une grotte et divers ranchs, notamment le Spahn Ranch, près de Los Angeles, appartenant à George Spahn, un vieillard qui les loge gratuitement contre services comme l'entretien du ranch et la gestion des chevaux, que le propriétaire louait pour faire des promenades (l'acteur Bryan Cranston, alors âgé de 12 ans y a notamment loué des chevaux pour lui et sa cousine et y a croisé Manson). « La Famille » y vit de vols et de trafic de drogue, les membres du groupe en consommant également. Plusieurs enfants naissent au sein de la communauté. La communauté est appelée par le voisinage The Garbage People (« les éboueurs »), les membres fouillant le soir les poubelles pour rapporter de la nourriture à « la Famille ».

#### L’Album blanc,Helter Skelteret la guerre raciale
En associant des extraits de la Bible à des textes de l'Album blanc des Beatles, Manson conçoit une étrange prophétie, selon laquelle les Noirs allaient bientôt dominer les Blancs puis se tourneraient vers lui pour diriger leur nouvelle nation[réf. souhaitée].
L'Album blanc (communément appelé Double Blanc, ou White Album en anglais) est un album des Beatles sorti en novembre 1968 dont Charles Manson fait une interprétation toute particulière, utilisant le sens prétendu des textes pour provoquer puis justifier les meurtres de l'été 1969.
La chanson Helter Skelter y parle d'une attraction de fête foraine qui consiste en un toboggan en hélice conique. Manson utilise les mots « helter skelter » dans le sens de « désordonné » et « confusion », : Manson donne ce nom à sa vision d'une guerre apocalyptique entre les Noirs et les Blancs, qui doit commencer en 1969, et dont lui et sa communauté devraient être finalement les bénéficiaires, puisqu'après leur victoire, les Noirs, incapables de contrôler le monde, se tourneront vers lui pour suivre ses conseils.
Afin de précipiter la réalisation de cette prophétie, il demande en août 1969 à quelques-uns des membres de sa communauté d'aller commettre des assassinats dans les beaux quartiers de Los Angeles, meurtres dont il voulait ensuite faire accuser les Noirs. Il fait signer l'un des meurtres commis par son groupe criminel du titre Helter Skelter.
Dans Piggies (« Cochons »), une chanson de l'album écrite par George Harrison, métaphore dans laquelle les piggies sont les membres (blancs) de la caste dirigeante, il est dit : « Ce dont ils ont besoin, c'est d'une sacrée bonne raclée », une phrase que Charles Manson appréciait particulièrement. Le procureur Vincent Bugliosi fera un parallèle avec ce passage : « Vous pouvez les voir sortir dîner, avec leurs femmes cochon, attrapant fourchettes et couteaux, pour manger leur bacon », et le fait est que Leno LaBianca fut retrouvé avec un couteau dans la gorge et une fourchette plantée dans l'abdomen.
Charles Manson interprète également à sa manière une autre des chansons de l’Album blanc, I Will. Dans l'un des couplets, il est dit : « Et quand finalement je te trouverai, ta chanson remplira les airs. Chante-la fort que je puisse t'entendre et qu'il soit facile de te rejoindre ». Charles Manson y décèle une indication à écrire une chanson (il avait un album en projet) afin qu'on puisse le retrouver dans son abri du désert. Dans l'attente de l'apothéose, la « famille » se cachait en effet dans un ranch, le  Barker Ranch (en), près de la vallée de la Mort, une région aride située à la frontière de la Californie et du Nevada[réf. nécessaire].

### Assassinats et procès

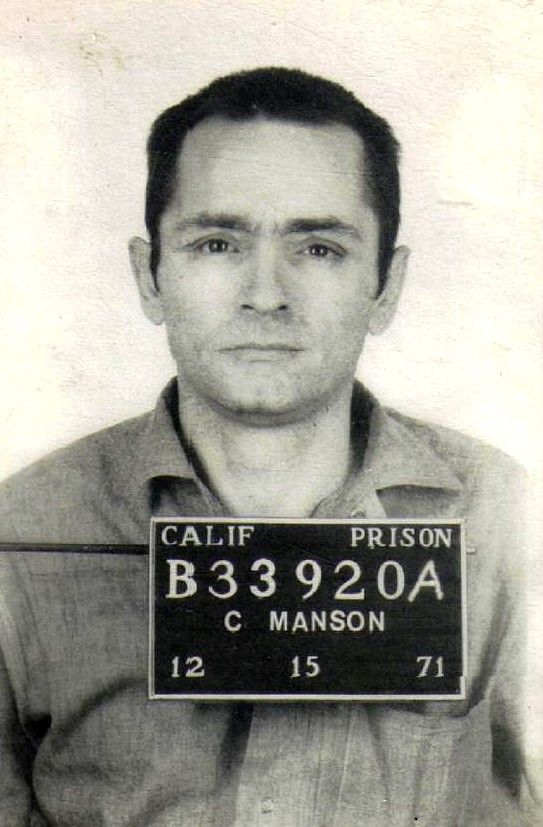
Charles Manson en 1971.

Le 9 août 1969, Charles « Tex » Watson, Patricia Krenwinkel, et Susan Atkins, membres de la « Famille », pénètrent dans la maison de Los Angeles 10050 Cielo Drive de Roman Polanski. Ils viennent venger Charles Manson du producteur de musique Terry Melcher, qui a refusé de lui signer un contrat. Mais ce dernier a récemment déménagé. Ils sectionnent les câbles de téléphone de cette villa de star alors occupée par Sharon Tate (la femme de Polanski, qui prépare alors un tournage à Londres), alors enceinte de 8 mois, et ses amis : le coiffeur des stars Jay Sebring, le producteur Wojciech Frykowski et sa fiancée Abigail Folger, héritière de la compagnie de café Folgers, alors que le gardien de la villa, William Garretson, accueille dans son pavillon un ami, Steven Parent. Tous les occupants sont tués, à l'exception du gardien qui n'entend rien car il écoute de la musique. Alors que l'ami de celui-ci, Steven, quitte la propriété, Tex Watson l'abat de quatre balles de revolver. Le mot « pig » (« cochon ») est écrit avec le sang de Sharon Tate sur la porte d'entrée. L'une des adeptes, Linda Kasabian, qui faisait le guet, obtient plus tard une immunité juridique pour avoir témoigné contre le groupe. Le meurtre de Sharon Tate a été qualifié de meurtre rituel.
Le lendemain, Tex Watson, Leslie Van Houten et Patricia Krenwinkel assassinent Leno et Rosemary LaBianca, un riche couple de Los Angeles. Trois membres de la « Famille » (Bobby Beausoleil, Marie Brunner, et Susan Atkins) sont également responsables du meurtre de Gary Hinman, professeur de musique que Manson voulait soulager d'un supposé héritage de 21 000 dollars le 25 juillet 1969. Ils sont suspectés d'avoir commis bien d'autres meurtres, notamment celui de Donald Shea.
Les premières recherches pour identifier et retrouver les meurtriers sont infructueuses, les brigades de police de Los Angeles ne faisant pas le lien entre les meurtres du 25 juillet, du 9 et du 10 août. L'enquête progresse lorsque la police arrête par hasard Kitty Lutesinger, la petite amie de Bobby Beausoleil, grâce à la révélation de ses meurtres auprès de ses codétenues par Susan Atkins, emprisonnée pour vol de voiture[pas clair].
Le procès de la « Famille Manson » sera le plus long et le plus coûteux de l'histoire judiciaire des États-Unis.
Bien que Manson n'ait pas été lui-même présent sur les lieux des meurtres, il est déclaré coupable le 25 janvier 1971 pour avoir dirigé les assassins, et condamné le 29 mars à la peine de mort. Cette sentence est commuée en une peine de prison à vie après l'annulation par la Cour suprême des peines capitales jugées avant 1972.
Dès le premier jour de son procès qui s'ouvre le 15 juin 1970, il arbore une croix incisée sur le front avec un couteau, pour signifier qu'il s'est rayé de la société. Plus tard, ses disciples en liberté, en signe de loyauté, marqueront également leur front avec un « X ». Puis il transforme ce « X » en croix gammée. Par provocation, il fait sa première apparition publique avec la croix gammée à l'occasion d'une interview spectacle qu'il donne au journaliste Tom Snyder pour l'émission Tomorrow de la NBC, le 13 juin 1981.
Selon le magazine Time, Manson a effectué un certain amalgame entre la société que fréquentait Sharon Tate et les personnages du roman En terre étrangère que Robert A. Heinlein qualifiait de better dead. Le héros les éliminait pour leur permettre de mener une existence posthume plus réussie.

### À partir de 1975

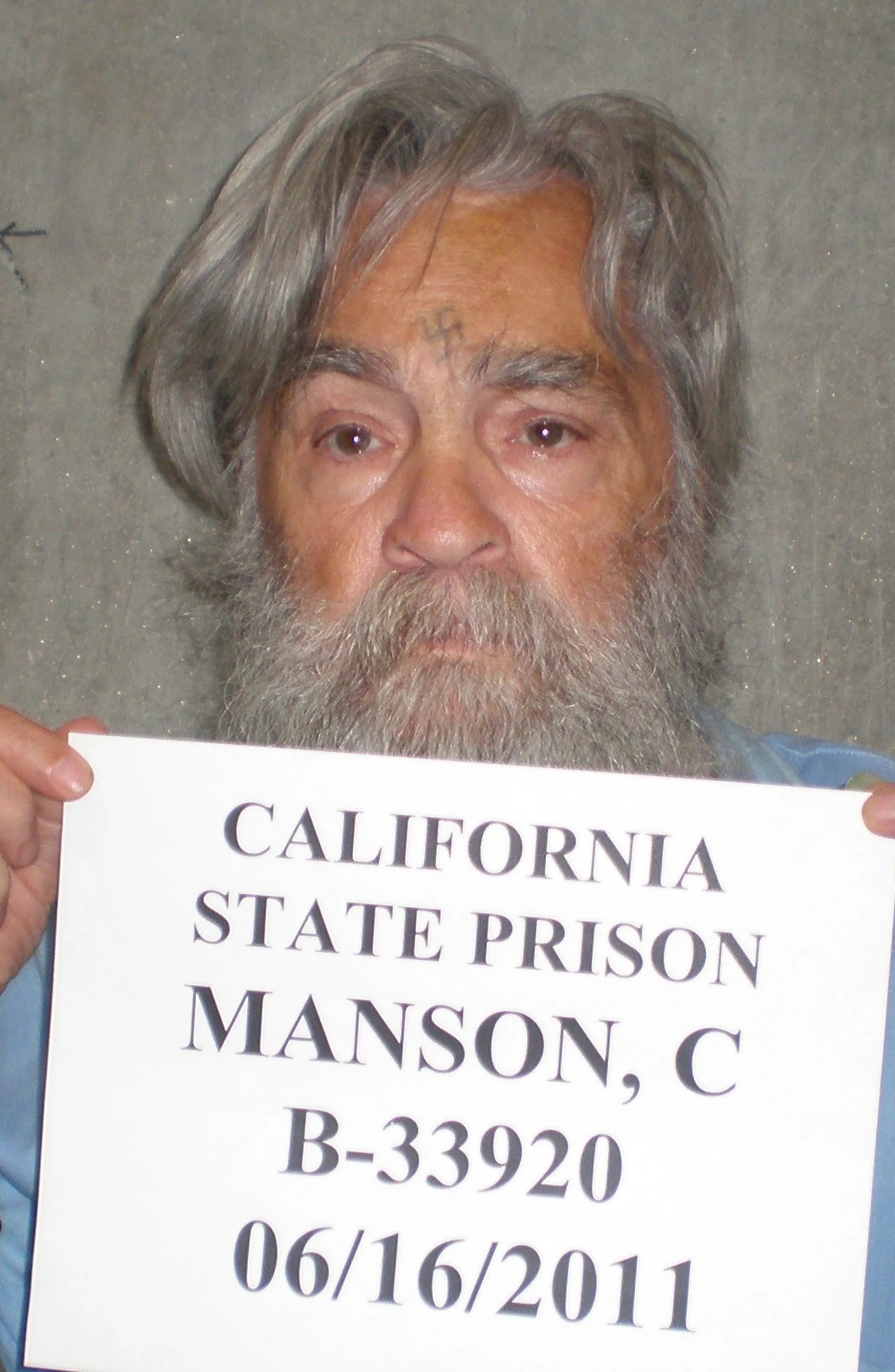
Charles Manson, âgé de 76 ans en 2011.

Le 5 septembre 1975, un autre membre de la « famille », Lynette « Squeaky » Fromme, tente sans succès d'assassiner Gerald Ford, 38e président des États-Unis.
Détenu dans l'Établissement médical de Californie, prison d'État de Vacaville, Manson est agressé par un autre détenu le 25 septembre 1985 : Jan Holmstrom lui jette du diluant à peinture au visage puis y met le feu avec un briquet. Manson subit une série de brûlures de second et troisième degrés sur environ 20 % de son corps, surtout au visage, tête et mains.
Le 11 avril 2012, la douzième demande, depuis 1978, de mise en liberté conditionnelle de Charles Manson est rejetée par l'administration pénitentiaire de Californie.
En novembre 2009, Matthew Roberts, un DJ californien de 41 ans, a annoncé qu'il avait découvert à 29 ans que son père biologique était Charles Manson,. Enfant adopté, Matthew avait d'abord retrouvé sa mère biologique, qui lui avait expliqué avoir appartenu brièvement à la secte de Manson et s'être trouvée enceinte après qu'il l'eut violée en 1967. Elle était ensuite retournée dans sa famille, puis avait proposé l'enfant à l'adoption après sa naissance, en mars 1968. Matthew Roberts a publié plusieurs documents, dont des éléments de correspondance avec Manson dans lesquels ce dernier confirme avoir connu sa mère en 1967 et déclare qu'il pourrait bien être son père. Manson eut un autre enfant, Michael Valentine Manson, avec l'une des adeptes, Mary Brunner.
En novembre 2014, l'administration pénitentiaire de Californie annonce qu'il a obtenu une licence de mariage et qu'il va se marier avec une jeune fan de 26 ans, Afton Burton.
Le 11 février 2015, Manson annonce que le mariage est finalement annulé car il s'agissait d'un plan macabre pour profiter de sa notoriété. Selon Daniel Simone (en), Burton espérait construire un mausolée en l'honneur du prisonnier, à sa mort, et en faire payer l'entrée.

### Fin de vie

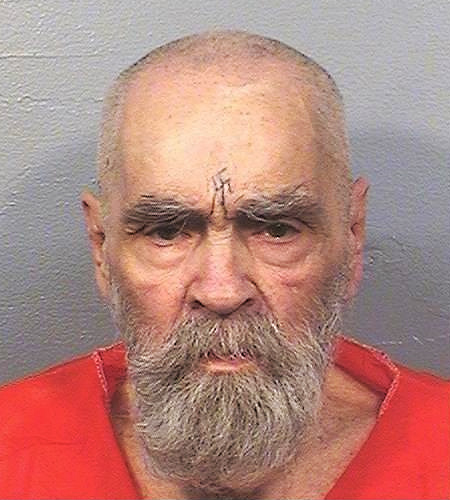
Charles Manson en 2017.

Le 1er janvier 2017, Charles Manson est conduit en urgence dans un hôpital de Bakersfield pour être opéré après des lésions intestinales et une hémorragie interne, mais il est jugé trop faible et renvoyé en prison cinq jours plus tard.
Admis à nouveau dans un hôpital de Bakersfield le 15 novembre, il serait mort de causes naturelles dans cet établissement du comté de Kern en Californie le 19 novembre 2017 à l'âge de 83 ans.
Son corps est congelé pendant quatre mois en attendant que le juge décide à qui le donner. C'est finalement l'un des petits-fils de Manson qui en obtient la charge. Ses funérailles privées, auxquelles une trentaine de personnes assistent dont sa fiancée Afton Burton, ont lieu le 17 mars 2018 à Porterville. Elles seront malgré tout photographiées et dévoilées, dont une photo du corps de Charles Manson, deux jours plus tard par le site TMZ. Ses cendres ont été dispersées dans une forêt de la région.

## Musique

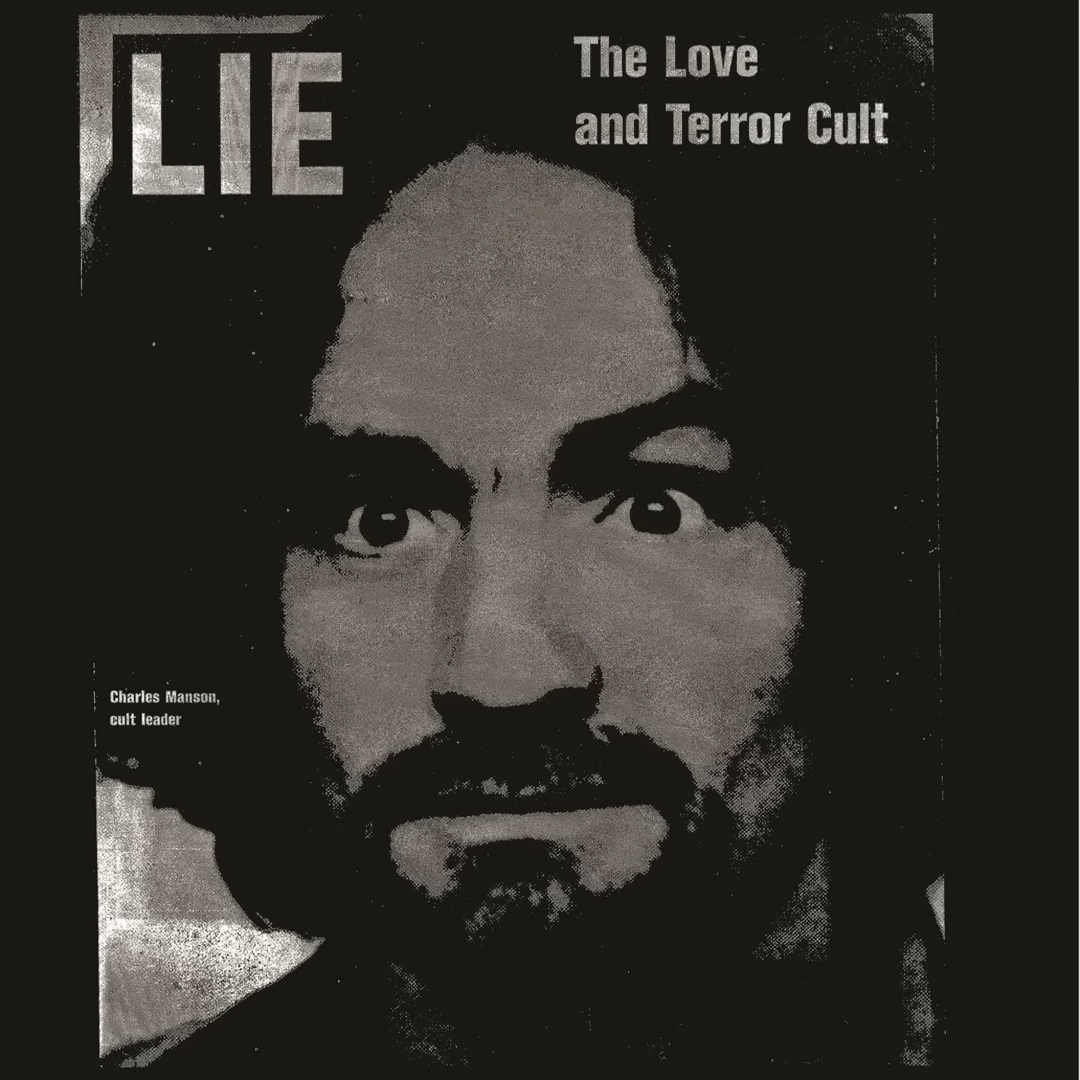
Lie: The Love and Terror Cult.

Charles Manson avait au départ essayé de percer dans le milieu de la musique (en pleine vague du rock californien), et avait été aidé en cela par son colocataire Dennis Wilson, frère de Brian Wilson et batteur des Beach Boys (au 14400 Sunset Drive à Beverly Hills) ; les Beach Boys enregistrèrent donc la chanson de Manson Cease to Exist (renommée Never Learn Not to Love), sortie comme face B en 1968 puis incluse dans le vingtième album du groupe, 20/20 (1969). Manson avait dit à Wilson qu'il pouvait modifier la musique (ce qu'il ne fit pas) mais en aucun cas les paroles, ce qu'il fit ; Manson débarqua donc fou de rage dans le studio le jour où il entendit la chanson, menaça Dennis Wilson de mort, et après une violente bagarre Wilson mit son adversaire hors de combat.
Charles Manson a enregistré dans le studio personnel de Dennis Wilson un album intitulé Lie: The Love and Terror Cult (en), sorti initialement en 1974 sous l'étiquette ESP-Disk et rapidement retiré du marché. En 2003, ESP-Disk a réédité l'album en disque compact, les royalties sont versées au fils de l'une des victimes, lequel avait obtenu un jugement contre Manson.

## Publication
- Charles Manson par lui-même, propos recueillis par Nuel Emmons, Éditions Séguier, 2019,  (ISBN 9782840497790)

## Dans la culture populaire
- Elle ne cite pas suffisamment ses sources. Vous pouvez indiquer les passages à sourcer avec {{référence nécessaire}} ou {{Référence souhaitée}}, et inclure les références utiles en les liant aux notes de bas de page. (Marqué depuis décembre 2024)
- Elle contient une ou plusieurs listes. Le texte gagnerait à être rédigé sous la forme d’un ou plusieurs paragraphes synthétiques, afin d’être plus agréable à lire. (Marqué depuis décembre 2024)
- Les sections « Anecdotes », « Autres détails », « Le saviez-vous ? », « Citations », « Autour de... », etc., peuvent être inopportunes dans les articles. Il convient, si ces faits présentent un intérêt encyclopédique et sont correctement sourcés, de les intégrer dans d’autres sections. (Marqué depuis décembre 2024)

### Murderabilia
Des collectionneurs de murderabilia de Charles Manson (mèches de cheveux, CD, DVD…) achètent ces produits sur des sites internet dévolus à ce type de commerce.

### Musique
- C'est de son nom, associé au prénom de Marilyn Monroe, que s'est inspiré le chanteur de shock rock Brian Hugh Warner, pour composer son nom de scène : Marilyn Manson.

#### Albums
- The Downward Spiral, deuxième album studio de Nine Inch Nails, fut enregistré dans la maison où Sharon Tate a été assassinée et le clip de Gave Up y fut tourné[37]. Les titres Piggy et March of the Pigs font d'ailleurs écho aux inscriptions sanglantes laissées par la « famille »[30].
- Portrait of an American Family, premier album studio de Marilyn Manson, fut également enregistré en 1993 avec Trent Reznor dans la maison où Sharon Tate a été assassinée.
- Le rappeur américain Necro a écrit et composé un album sorti en 2004 rendant intégralement hommage à Charles Manson : The Pre-fix for Death. La chanson Creepy Crawl, présente sur son dernier album, raconte d'un point de vue subjectif les atrocités commises par la « famille Manson » dans la maison de Sharon Tate.

#### Chansons
- Dans l'album Babyteeth en 1991, le groupe Therapy? fait référence au meurtre de Sharon Tate et à la Famille dans le titre Dancin' with Manson.
- Bloodbath in Paradise, chanson d'Ozzy Osbourne présente sur No Rest for the Wicked, traite des meurtres commis par la « famille ».
- Sur The Spaghetti Incident?, album du groupe Guns N' Roses, figure un morceau caché, Look at Your Game, Girl (en), écrit par Charles Manson[35]. Aussi, le chanteur Axl Rose portera fréquemment le T-Shirt Charlie Don't Surf à l'effigie de Charles Manson sur scène, pendant la tournée des albums Use Your Illusion I et II.
- Sur l'album On the Beach de Neil Young, le morceau Revolution Blues raconte la cavale de Charles Manson[37].
- Dans l'album Bloodstone & Diamonds du groupe américain Machine Head, un morceau nommé Night Of Long Knives fait référence aux meurtres de 1969[38].

### Télévision
- 1998 : South Park, Joyeux Noël Charlie Manson !, seizième épisode de la saison 2 de la série[35], Stan, Kyle, Kenny, et Cartman font la connaissance de « Charlie » Manson, autrefois tueur en série. Dans cet épisode il a une croix gammée tatouée sur le front et son uniforme porte le numéro 06660 (le nombre de la Bête).
- 2006 : Live Freaky! Die Freaky!, long métrage d'animation réalisé par John Roecker en 2006, s'inspire de l'histoire de Charles Manson.
- 2015 : Aquarius créée par John McNamara, Charles Manson est un des personnages principaux[37].

### Cinéma
- 1993 : Demolition Man, film dans lequel Charles Manson est cryogenisé, et Phoenix dit qu'il l'adore et souhaite le réveiller.
- 2003 : The Manson Family, brosse un portrait de la « famille » de Charles Manson[35].
- 2016 : Wolves at the Door s’inspire librement du massacre de la femme de Roman Polanski, Sharon Tate, dont le rôle est joué par Katie Cassidy, et de ses amis, en 1969.
- 2019 : Charlie Says, film réalisé par Mary Harron et adapté du livre de Karlene Faith, centré sur le destin de Leslie Van Houten. Son rôle est interprété par Matt Smith (acteur)
- 2019 : The Haunting of Sharon Tate, réalisé par Daniel Farrands. Le film raconte la dernière soirée de Sharon Tate avant son assassinat.
- 2019 : Once Upon a Time in Hollywood, réalisé par Quentin Tarantino. Le film met en scène la « Manson Family »[39]. Son rôle est interprété par Damon Herriman.

### Livres
- Vincent Bugliosi, procureur chargé d'instruire l'affaire « Charles Manson » en 1970, tire un livre du genre true crime de cette expérience, Helter Skelter (en), livre à succès mondial publié en 1974[35].
- Ed Sanders consacre un ouvrage à l'affaire, The Family, qui fit scandale à sa parution en 1971. Le livre a été réédité en 2002 par Thunder's Mouth Press  (ISBN 9781560253969).
- Dans le roman Miss Kalifornia de Guillaume Labrude, l'héroïne et narratrice Carice Spector rencontre Charles Manson en personne à San Francisco  (ISBN 978-1-4716-1914-4).
- Dans le roman California Girls, 2016, Simon Liberati se plonge dans la vie de la « famille ».
- Dans le roman The Girls, 2016, Emma Cline raconte, sous forme d'une fiction, l'arrivée d'une nouvelle recrue dans la « famille », et les derniers mois au sein de celle-ci, jusqu'aux premiers meurtres.
- Dans le premier roman de Quentin Tarantino, Il était une fois à Hollywood, le cinéaste revient sur ce crime et ses origines, ainsi qu'une partie de la biographie de Charles Manson et de ses ambitions artistiques[40].